# Jorge Brum do Canto
Pour les articles homonymes, voir Brum et Canto.
Jorge Brum do Canto, né à Lisbonne le 10 février 1910 et mort dans cette même ville le 7 février 1994, est un cinéaste portugais.

## Filmographie
- O Crime de Simão Bolandas (1984)
- Cruz de Ferro (1967) - Jorge Brum do Canto y apparaît également comme acteur.
- Fado Corrido (1964) - Jorge Brum do Canto y apparaît également comme acteur.
- Retalhos da Vida de Um Médico (1962)
- Chaimite (1953) - Jorge Brum do Canto y apparaît également comme acteur.
- Ladrão, Precisa-se!… (1946)
- Um Homem às Direitas (1945)
- Fátima, Terra de Fé (1943)
- Lobos da Serra (1942)
- João Ratão (1940)
- A Canção da Terra (1938)
- A Hora H (1938) - Jorge Brum do Canto y apparaît également comme acteur.
- Berlengas (1934)
- A Doença dos Ulmeiros (1934)
- A Obra da Junta Autónoma das Estradas (1934)
- O Bicho da Seda (1934)
- Abrantes (1933)
- Nada de Novo… em Óbidos (1933)
- Sintra, Cenário de Filme Romântico (1933)
- Uma Tarde em Alcácer (1933)
- Fabricação de Mangueiras (1932)
- A Dança dos Paroxismos (1929) - Jorge Brum do Canto y apparaît également comme acteur.